# تسرووو (راژانگ)
تسرووو (به صربی: Cerovo) یک روستا در صربستان است که در ناحیه نیشاوا واقع شده‌است. تسرووو ۶۶ نفر جمعیت دارد.